# G12 AL et ex-Prusse
Pour les articles homonymes, voir G12.

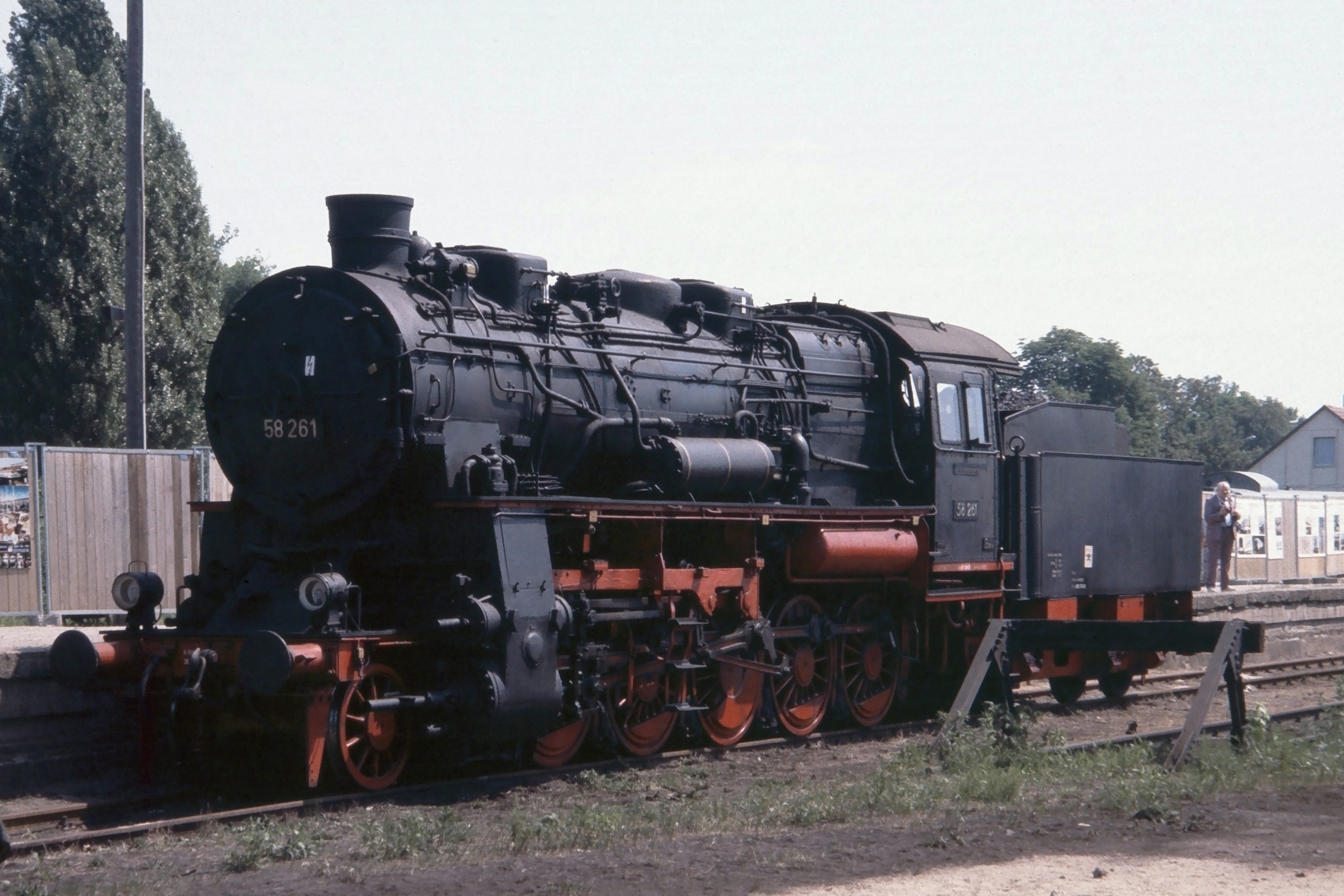
Une locomotive G 12, conservée en Allemagne.

Les Decapod de la série G 12, immatriculées en France sous les numéros AL 5563 à 5680 et 5151 à 5159, sont d'origine prussienne. Ces locomotives à vapeur ont été renumérotées 1-150C 563 à 689 par la SNCF.
En Allemagne, elles furent les locomotives à vapeur pour trains de marchandises les plus puissantes jusqu'à la fin des années 1920. Elles inspireront également plusieurs modèles de locomotives polonaises de forte puissance.

## Genèse
Avant-même la Première Guerre mondiale, les Chemins de fer prussiens recherchaient une plus puissante pour remplacer notamment les G10 déjà insuffisantes en tête des trains les plus difficiles, mais susceptibles de prendre la relève de modèles plus anciens à vapeur saturée. Un nouveau modèle fut mis au point par Henschel en 1913, la G12.1. Il s’agissait de la première locomotive à trois cylindres prussienne et de la première locomotive à vapeur de Prusse. La disposition à trois cylindres, par rapport aux G10, permettait de réduire le diamètre de chaque cylindre et de mieux répartir les efforts de la locomotive sur son mécanisme et sur la voie.
Malgré ses dimensions et son apparence impressionnantes et des performances intéressantes, le nouveau modèle souffrait de plusieurs défauts, dont un poids à l'essieu élevé (17 t par essieu) et une certaine complexité. En conséquence, entre 1915 et 1917, seules quelques-unes furent construites pour les Chemins de fer prussiens (21), pour les Chemins de fer d'Alsace-Lorraine (12) et pour les Chemins de fer saxons (20).
Entretemps, Henschel avait mis au point un nouveau modèle de Decapod pour répondre à une commande du ministère de la Guerre de l'Empire ottoman : 15 locomotives inspirées des G12.1, mais adaptées aux conditions locales (plus légères et faciles à conduire). Les différences étaient :
- des roues motrices plus petites (1 250 mm au lieu de 1 400 mm) ;
- une chaudière plus haute de 800 mm, ce qui permet d’élargir le foyer et de faciliter l’accès au mécanisme ;
- un foyer large au-dessus des roues motrices 4,5 m2 au lieu du foyer étroit descendant entre les roues, d'une surface de 3,28 m2 ;
- un cylindre intérieur disposé plus haut, qui attaquait le troisième essieu moteur au lieu du second ;
- un châssis plus rigide et plus court, ne supportant plus la chaudière ;
- un effort de traction accru, grâce aux roues plus petites ;
- des cylindres moins volumineux ;
- un poids à l'essieu plus faible ;
- des suspensions liées entre elles pour mieux négocier les voies en mauvais état.

À cause de la guerre, les cinq dernières locomotives ne furent pas livrées et furent utilisées par les Allemands avant d'être cédées à la France et à la Belgique (qui les revendit au Luxembourg) comme réparations de guerre.
Ce modèle dérivé des G12.1, mais corrigeant plusieurs de ses défauts fut considéré avec intérêt par les Chemins de fer prussiens qui décidèrent d'élaborer une version allemande susceptible de remplacer la G12.1. En effet, les G10 et G8.1 utilisées sur les lourds trains militaires chargés de ravitailler les fronts éloignés ne donnaient pas satisfaction. La G8.1 avait une très bonne adhérence et une puissance élevée pour l'époque, mais sa vitesse était limitée et son poids à l'essieu très élevé (17 t par essieu) lui interdisait de circuler sur certaines lignes des pays occupés ainsi que sur les lignes provisoires proches du front. La G10 avait une charge à l'essieu plus faible (15 t par essieu), mais une puissance et un effort de traction moindre et un timbre bas (12 atm).
En outre, il restait encore un grand nombre de locomotives de conception plus ancienne en service sur les trains militaires et les trains de marchandises lourds et le parc moteur souffrait d'un manque d'unification.
Un nouveau modèle fut élaboré, reprenant plusieurs caractéristiques des G12 turques combinées au timbre de chaudière et aux plus grandes roues motrices de la G12.1.

## Description
Comme les deux modèles précédents, ces Decapod disposaient d'un moteur à trois cylindres à simple expansion et la distribution était du type « Walschaerts ». Contrairement aux G12.1 et aux G12 turques, leur foyer était un foyer de type « Belpaire » à surface de grille de 3,88 m2 et il était, comme le modèle turc, à grille débordante sur les deux derniers essieux. Ce furent d'ailleurs une des seules ex-allemandes à posséder un foyer Belpaire. L'échappement était fixe, du type « Allemand », et le bissel de type « Krauss » avait un déplacement latéral de plus ou moins 80 mm. Le dernier essieu moteur pouvait se déplacer latéralement de + ou - 20 mm pour faciliter l'inscription en courbe. Le châssis est un châssis à barres à l'américaine, comme les G12 turques. Ce type de châssis est moins cher à produire, moins lourd et moins cher à entretenir.
La surface de grille plus faible se justifie par la meilleure qualité des charbons disponibles en Allemagne et le retour aux roues de 1 400 mm permet une vitesse plus élevée. Le recours à un foyer Belpaire est une nouveauté aux Chemins de fer prussiens.

## Utilisation et services

### En Allemagne

#### Prusse
1168 G12 furent construites pour les Chemins de fer prussiens (KPEV) de 1917 à 1922 par les constructeurs AEG, Borsig, Hanomag, Henschel, Krupp, Linke-Hofmann, Rheinmetall et Schichau.
La quantité de G12 prélevées par la commission d'Armistice est assez faible et est entièrement compensée par la production des nouvelles G12.
Pour remplacer des locomotives plus légères (obsolètes ou manquantes à cause des prélèvements de la commission d'armistice) et assurer des trains de marchandises rapides, les KPEV commandèrent à Henschel une version raccourcie et de disposition d'essieux 140 de la G12 qui était dénommée G8.3 (83 exemplaires construits de 1919 à 1920). Ses performances étaient intéressantes, mais la présence de trois cylindres pour une locomotive de moyenne puissance était vue comme inutile et source de complications. Conséquence, un autre modèle à deux cylindres fut mis au point, la G8.2 et 846 exemplaires furent construits pour la DRG ainsi qu'une centaine pour la Roumanie et une version améliorée pour la Turquie.

#### Alsace-Lorraine
118 locomotives furent construites de 1917 à 1919 par Henschel (les 5563 à 5630) et Grafenstaden (les 5631 à 5680). Après la défaite, toutes furent rétrocédées à la France, qui les affecta aux Chemins de fer d'Alsace-Lorraine.

#### Saxe
Les Chemins de fer de Saxe commandèrent 62 locomotives classées dans la série XIII H et construites par Hartmann de 1917 à 1922.  Une commande ultérieure de 26 autres machines fut effectuée en 1924. Celles-ci furent immédiatement immatriculées à la DRG, qui venait d’être créée.

#### Bade
Les Chemins de fer de l'état de Bade commandèrent 98 construites par MBG, Linke-Hofmann (initialement destinées aux KPEV) et Brown-Boveri (en Suisse).

#### Wurtemberg
Les chemins de fer de l'état du Wurtemberg commandèrent 43 locomotives au constructeur Esslingen livrées de 1919 à 1922.

#### DRG
L'unification des chemins de fer allemands pour créer la DRG fusionna les flottilles de G12 des différentes compagnies qui en possédaient.
Leur nouvelle numérotation tient compte des origines géographiques des différentes locomotives :
- 58 201-225, 231-272, 281-303 et 311–318 pour les G12 Badoises, également désignées 582-3 ;
- 58 401-462 ou 584 pour les XIII H saxonnes inspirées des G12 et 58 101-114 pour les XIII H inspirées des G12.1 ;
- 58 501-543 ou 585 pour les G12 du Wurtemberg ;
- 58 1002-2143 pour les G12 prussiennes qui étaient également désignées 5810-21 (le numéro 58 1001 étant attribué à la seule G12 turque restée en Allemagne).

Aucune commande supplémentaire de G12 n'eut lieu et jusqu'à la mise au point de la série 44 en 1928, elle resta le modèle allemand le plus puissant en service et se voyait confier les trains de marchandises lourds.
Dans les années 1920, quelques-unes furent transformées pour fonctionner au charbon pulvérisé.
Pendant la Seconde Guerre mondiale, la DRG récupéra les quatre G12 du réseau Prince Henri (renumérotées 58 2145-48) et la Ty1-1 polonaise (58 2144). Les quatre locomotives luxembourgeoises furent restituées après-guerre et la 58 2144 se trouvant en Pologne après la défaite, elle fut reprise en service par les PKP.
Allemagne de l'Ouest
Un grand nombre de G12 restèrent en Allemagne de l'Ouest, parmi lesquelles presque toutes les 585 ex-Wurtemberg. Elles furent rapidement radiées à partir de 1947. Les dernières furent rayées des effectifs en 1953.
Allemagne de l'Est
Un grand nombre de G12, restées en Allemagne de l'Est, fut remis en service par la DR (les locomotives trop endommagées seront quant à elles radiées), elles furent rejointes par quelques G12 échangées avec la Pologne contre des Ty23 ou Ty37 retrouvées en RDA.
Faute d'assez de machines modernes en bon état, la puissance et la robustesse des vieilles G12 prussiennes fut mise à profit.
Une partie des G12 fut modernisée avec une nouvelle chaudière, une cabine agrandie et un tender à bogies. Elles seront désignées 5830.
Les G12 non modernisées seront radiées au plus tard vers 1970 tandis que les 5830 poursuivront vaillamment leur carrière jusque dans les années 1980.

### Belgique
Quelques G12 semblent avoir été attribuées à la Militar Generaldirektion der Eisenbahnen de Bruxelles (MGD Brüssel) pendant l’occupation aux côtés des G12 turques non livrées. Après la guerre, sept G12 furent attribuées à la Belgique par la commission d’armistice.
Leur carrière, ainsi que celles des trois G12 turques également cédées à L’état belge fut cependant très courte. Dans les années 1920, quatre d’entre-elles furent revendues au Chemin de fer Prince Henri au Luxembourg. Le sort des autres G12 belges est inconnu, certaines ont peut-être servi de réserve de pièces détachées aux quatre autres.
Elles sont restées hors type comme de nombreux engins "Armistice" rapidement radiés après avoir peu roulé voire pas du tout sur le territoire belge.

### France

#### Alsace-Lorraine
Le réseau ferroviaire d'Alsace-Lorraine (AL) Les locomotives numérotées 5563 à 5680 furent directement commandées par les chemins de fer impériaux d'Alsace-Lorraine (EL) et livrées entre 1917 et 1919. Elles furent rejointes avant 1938 par les neuf locomotives des Chemins de fer de l'Est numérotées 5681 à 5689.

#### Est
Au titre des prestations d'armistice de 1918, la Compagnie des chemins de fer de l'Est reçut neuf G12 ex PKEV où elles étaient numérotées série 13 avec les numéros 5151 à 5159. Toutes furent cédées au réseau ferroviaire d'Alsace-Lorraine avant 1938.
Une G12 ex-KPEV qui avait été cédée à la France, sans doute aux Chemins de fer de l'Est, fut envoyée sur les Chemins de fer polonais en 1919 et s'y trouvait encore en 1939.
Elles étaient très proches des G12.1 AL 5546 à 5562 (futures : 1-150 B 546 à 562) de par le moteur et par les possibilités de traction et pratiquement identiques à la 150 Est 5015 (future : 1-150 A 15) mis à part le diamètre des roues et quelques dimensions. L'AL leur confia la remorque des trains de minerai dans le bassin lorrain.
Quelques-unes furent munies d'un échappement Kylchap.[Quand ?]

#### SNCF
La série fut immatriculée 1-150 C 563 à 689 à la SNCF mais, du fait des hostilités, 33 machines furent perdues (détruites ou restées à l'est du rideau de fer) et plusieurs autres rentrèrent en France trop endommagées pour reprendre du service. Ces pertes furent en partie comblées par la récupération de 10 autres machines "prise de guerre" au sortir de la guerre qui furent immatriculées 1-150 C 808, 810, 822, 824, 836, 866, 893, 895 et 897 en gardant la fin des numéros attribués par la DRG. Toute la série avait disparu de l'inventaire pour l'année 1957.

### Luxembourg
Dans les années 1920, le Chemin de fer Prince Henri racheta à l’État belge plusieurs séries de locomotives "Armistice" puissantes dont ce dernier cherchait à se débarrasser. Parmi celles-ci, se trouvent quatre G12 qui devinrent la série O du Prince Henri et furent numérotées 501 à 504.
Après la seconde guerre, ces 4 locomotives seront classées dans la série 54 des CFL aux côtés d'une dizaine de 1-150 C prêtées par la SNCF. Les dernières furent retirées du service dans les années 1950.

### Pologne
Les chemins de fer polonais reçurent de nombreuses locomotives ex-Allemandes mais pas une seule G12. Afin d'évaluer les performances de ce modèle, une des G12 prussiennes attribuées à la France fut envoyée sur les Chemins de fer polonais en 1919 et immatriculée Ty1-1. Elle s'y trouvait encore en 1939.
Malgré leurs effectifs pléthoriques, les chemins de fer polonais manquaient de locomotives puissantes et dérivèrent de la Ty1 une variante à deux cylindres, roues de 1 450 mm et tablier bas appelée Ty23 dont les 15 premières, construites en Allemagne en 1923 furent suivies par 60 fabriquées en Belgique et 537 en Pologne de 1926 à 1934 ce qui en faisait la série de locomotives la plus nombreuse du pays. Elle fut suivie par un modèle amélioré : la Ty37 dont 27 furent construites de 1937 à 1939 (+10 autres construites pour les Allemands en 1941).
Après 1945, un grand nombre de Ty23 et Ty37 était manquant ou détruit et celles restées à l'étranger ne furent pas toutes restituées. À contrario, 134 G12 allemandes, dont l'ex Ty1-1, se retrouvèrent sur le territoire polonais. Quelques-unes retournèrent en Allemagne de l'Est dans le cadre d'un échange pour récupérer des Ty23 restées là bas. Une version améliorée de la Ty37 fut construite à 448 exemplaires de 1946 à 1951, ces locomotives étaient dénommées Ty45.
Les dernières Ty1 furent radiées en 1970. Les Ty37 furent radiées de 1971 à 1977, la dernière Ty23 fut radiée par les PKP en 1979 et les Ty45 disparurent des PKP dans les années 1980 et restèrent utilisées par quelques opérateurs industriels jusque dans les années 1990.

## Tenders
Les tenders qui leur furent accouplés ont toujours été les mêmes : il s'agissait de tenders à trois essieux contenant 20 m3 d'eau et 7 t de charbon appelés 3T20 en Allemagne et mis au point pour les G12 (on en vit aussi accouplés à des G10 ainsi qu'aux G8.2 et G8.3 en Allemagne).
En France, ils portèrent les numéros 5563 à 5680 puis 1-20 D 563 à 680 pour les ex-AL et 5151 à 5159 puis 5681 à 5689 puis 1-20 D 681 à 689 pour les ex-Est. Les tenders récupérés au sortir de la guerre furent immatriculés 1-20 D 808, 810, 822, 824, 836, 866, 893, 895 et 897.

## Caractéristiques
- Surface de grille : 3,9 m2
- Surface de chauffe : 195 m2
- Surface de surchauffe : 68 m2
- Nombre d'éléments : 34
- Nombre de cylindres : 3
- Diamètre cylindre : 570 mm
- Course cylindre : 660 mm
- Pression de la chaudière : 14 kg/cm2 soit 13,7 bars
- Diamètre des roues motrices : 1 400 mm
- Diamètre des roues du bissel : 1 000 mm
- Masse à vide : 86 tonnes
- Masse en ordre de marche : 93,1 tonnes
- Masse adhérente : 80 tonnes
- Longueur hors tout de la locomotive seule : 11,685 m
- Puissance : 1303 kW
- Effort de traction maximum : 211 kN
- Vitesse maxi en service : 65 km/h
- Tender :
- Tare du tender : 20,7 tonnes
- Capacité en eau : 20 m3
- Capacité en charbon : 7 tonnes
- Masse du tender en ordre de marche : 47,7 t
- Masse totale locomotive + tender : 140,8 t
- Longueur du tender : 6,65 m
- Longueur totale locomotive + tender : 18,335 m

## Modélisme
Les 1-150 C ont été reproduites à l'échelle HO par les fabricants Roco et Jouef/Hornby.
Les G12 allemandes ont été reproduites par plusieurs fabricants dont Roco.